# Gintaras Staučė
Gintaras Mindaugovič Staučė (Alytus, 24 dicembre 1969) è un allenatore di calcio ed ex calciatore lituano, di ruolo portiere.

## Palmarès

### Giocatore

#### Club

##### Competizioni nazionali
- Campionato sovietico: 1

Spartak Mosca: 1989
- Coppa dell'URSS: 1

Spartak Mosca: 1991-1992
- Campionato russo: 2

Spartak Mosca: 1992, 1993
- Coppa di Russia: 1

Spartak Mosca: 1993-1994

##### Competizioni internazionali
- Coppa dei Campioni della CSI: 1

Spartak Mosca: 1993

#### Individuale
- Calciatore lituano dell'anno: 2

1995, 1996